# Porfýrios Díkeos
Porfýrios Díkeos (en grec moderne : Πορφύριος Δίκαιος, né à Nicosie en 1904 et mort dans la même ville en 1971) est un archéologue grec.

## Biographie
Après des études à Athènes et Liverpool puis à la Sorbonne (1926-1929), il entre au Service des antiquités où il fait toute sa carrière et en devient directeur en 1960. Après sa retraite en 1963, il devient boursier de Princeton et donne des cours au Bryn-Mawr College, à Brandeis, à Heidelberg et à Uppsala.
Il est surtout célèbre pour avoir découvert le site de Choirokoitia en 1934.

## Travaux
- The Excavations at Vounous, 1938
- The Excavations at Enkomi, 1958